# Пяла (приток Колежмы)
Пяла (Нижняя Пяла, Средняя Пяла) — река в России, протекает по территории Беломорского района Карелии. Устье реки находится в 34 км от устья реки Колежмы по левому берегу. Длина реки — 22 км, площадь водосборного бассейна — 136 км².
Исток — Чагозеро.
С деятельностью игумена Филиппа (Колычёва), избранного в 1548 году монастырским собором и возведённым в сан игумена новгородским архиепископом Феодосием, связана организация на берегу реки Пяла первого в Корельском уезде железоделательного оружейного завода.

## Данные водного реестра
По данным государственного водного реестра России относится к Баренцево-Беломорскому бассейновому округу, водохозяйственный участок реки — реки бассейна Онежской губы от южной границы бассейна реки Кемь до западной границы бассейна реки Унежма, без реки Нижний Выг. Речной бассейн реки — бассейны рек Кольского полуострова и Карелии, впадает в Белое море.